# 新统
新统是中国哲学家冯友兰开创的哲学用语，用以指称他的新理学体系。冯友兰在《新原道》一书中“先论旧学，后标新统”，他认为中国哲学的传统“极高明而道中庸”，既重视“天地境界”亦不离人伦日用。他提到，“新理学就是受到这种传统的启示，利用现代逻辑学对于形上学的批评，以成立一个完全“不着边际”的底形上学”。

### 脚注
1. ↑  王鉴平，第5页．

### 书目
- 辞海编辑委员会. . 上海: 上海辞书出版社. 2000年. ISBN 7-5326-0630-9.
- 王鉴平. . 成都: 四川人民出版社. 1988年.
- 单纯. . 成都: 四川大学出版社. 2005年. ISBN 9787561430972.